# Platambus biswasi
Platambus biswasi är en skalbaggsart som beskrevs av Vazirani 1965. Platambus biswasi ingår i släktet Platambus och familjen dykare. Inga underarter finns listade i Catalogue of Life.